# Тюрам-Юльен, Йоанн
Йоа́нн Тюра́м-Юлье́н (фр. Yohann Thuram-Ulien; род. 31 октября 1988, Куркурон) — французский футболист, вратарь. Выступал за сборную Гваделупы.

## Клубная карьера
Родился Куркуронне, Франция, но большую часть детства провёл в Гваделупе. В академию «Монако» перешёл в 2003 году. Летом 2008 года подписал первый профессиональный контракт до 2011 года, получив первый номер и роль третьего вратаря в команде. Интерес к молодому вратарю также проявляла «Барселона». Дебютировал в чемпионате Франции 29 ноября 2008 года в матче 16-го тура против «Осера», выйдя на замену на 37-й минуте вместо травмировавшегося Флавио Ромы. На следующий матч против «Сошо» вышел в стартовом составе, пропустив один мяч. 26 июня 2010 года продлил контракт до 2012 года.
1 июля 2010 года отправился в аренду в клуб Лиги 2 «Тур». Дебютировал 6 августа в матче с «Седаном», пропустив три мяча. Первый сухой матч провёл 17 сентября против «Гавра».
31 августа 2011 года покинул «Монако» и подписал двухлетний контракт с «Труа». Дебютировал 10 декабря в матче Кубка Франции с «Нуалля», оформив «сухарь». В чемпионате дебютировал 16 декабря в домашнем матче против «Реймса». Вместе с клубом заработал повышение в высший дивизион, но после вылета через год решил покинуть клуб.
30 июля 2013 года перешёл в льежский «Стандард», подписав четырёхлетний контракт. Дебютировал 27 октября в гостевой игре с «Андерлехтом», пропустив один гол. 7 ноября дебютировал в еврокубках, пропустив три мяча в домашнем матче группового этапа Лиги Европы против австрийского «Зальцбурга». 3 ноября в гостевой встрече с «Генком» провёл первый сухой матч. Впервые в еврокубках оформил «сухарь» 23 октября в домашнем матче группового этапа Лиги Европы против «Севильи». В сезоне 2015/16 вместе с клубом взял Кубок Бельгии, первый за пять лет трофей для клуба.
13 января 2014 года на правах аренды до конца сезона присоединился к клубу Чемпионшипа «Чарльтон Атлетик». Дебютировал 18 января в выездном матче против «Мидлсбро», пропустив один мяч. Единственный сухой матч за клуб провёл 22 февраля против «Куинз Парк Рейнджерс». Согласно статье в Evening Standard, владелец клуба Роланд Дюшатле приказал главному тренеру Крису Пауэллу заигрывать Тюрама вместо Бена Хеймера.
2 августа 2016 года подписал трёхлетний контракт с «Гавром». Дебютировал 12 ноября в матче Кубка Франции против «Гран-Кевийи», сохранив свои ворота пустыми. В сезоне 2018/19 вместе с Александре Бонне был одним из двух профсоюзных делегатов, представлявших клуб в Национальном профсоюзе профессиональных футболистов.
2 июля 2019 года перешёл в клуб «Ле-Ман». Дебютировал 27 июля в домашней игре с «Лансом», пропустив два мяча. Первый сухой матч провёл 30 августа против «Сошо». В конце октября вывихнул палец, из-за чего пропустил шесть недель.
17 июля 2020 года подписал двухлетний контракт с «Амьеном». Дебютировал 22 августа в домашней встрече с «Нанси», сохранив свои ворота пустыми. В следующем сезоне в кубковых матчах выходил с капитанской повязкой. В том розыгрыше «Амьен» дошёл до четвертьфинала, где проиграл «Монако». По окончании контракта клуб не стал продлевать игрока.
2 августа 2022 года перешёл в клуб «Кевийи Руан». Дебютировал 6 августа в гостевом матче с «Парижем», пропустив два гола.

## Карьера в сборной
Первой сборной, в которую получил вызов, стала молодёжная сборная по футзалу. 5 февраля 2009 года впервые получил вызов в молодёжную сборную Франции. 24 марта 2009 года получил первый вызов в сборную Гваделупы. Дебютировал 23 марта 2016 года в матче против сборной Суринама, сохранив свои ворота пустыми.

## Семья
Кузен — Лилиан Тюрам, чемпион мира (1998) и Европы (2000) в составе сборной Франции. Племянники — Маркус и Хефрен, также профессиональные футболисты.

## Достижения
«Стандард» Льеж
- Обладатель Кубка Бельгии: 2015/16